# Уса (приток Уфы)
Уса — река в России, протекает по Башкортостану. Устье реки находится в 74 км от устья реки Уфы по правому берегу. Длина реки составляет 126 км, площадь водосборного бассейна — 374 км².

## Данные водного реестра
По данным государственного водного реестра России относится к Камскому бассейновому округу, водохозяйственный участок реки — Уфа от Павловского гидроузла до водомерного поста посёлка городского типа Шакша, речной подбассейн реки — Белая. Речной бассейн реки — Кама.